# Alex Smeins
Alex Smeins (Veldhoven, 10 juni 2002) is een Nederlands voetballer die als middenvelder voor FC Eindhoven speelt.

## Carrière
Alex Smeins speelt in de jeugd van FC Eindhoven. Hij debuteerde in het eerste elftal van Eindhoven op 29 november 2019, in de met 3-1 verloren uitwedstrijd tegen TOP Oss. Hij kwam in de 77e minuut in het veld voor Alvin Daniels.

### Statistieken
| Seizoen                       | Club           | Land           | Competitie     | Competitie | Competitie | Beker | Beker | Totaal | Totaal |
| Seizoen                       | Club           | Land           | Competitie     | Wed.       | Dlp.       | Wed.  | Dlp.  | Wed.   | Dlp.   |
| ----------------------------- | -------------- | -------------- | -------------- | ---------- | ---------- | ----- | ----- | ------ | ------ |
| 2019/20                       | FC Eindhoven   | Nederland      | Eerste divisie | 1          | 0          | 0     | 0     | 1      | 0      |
| Carrièretotaal                | Carrièretotaal | Carrièretotaal | Carrièretotaal | 1          | 0          | 0     | 0     | 1      | 0      |
| Bijgewerkt op 2 december 2019 |                |                |                |            |            |       |       |        |        |